# Palazzo Capponi Michelozzi
'Palazzo Capponi Michelozzi è un edificio storico del centro di Firenze, situato in via de' Michelozzi 2, angolo via Maggio e via del Presto di San Martino. Il palazzo appare nell'elenco redatto nel 1901 dalla Direzione Generale delle Antichità e Belle Arti, quale edificio monumentale da considerare patrimonio artistico nazionale.

## Storia

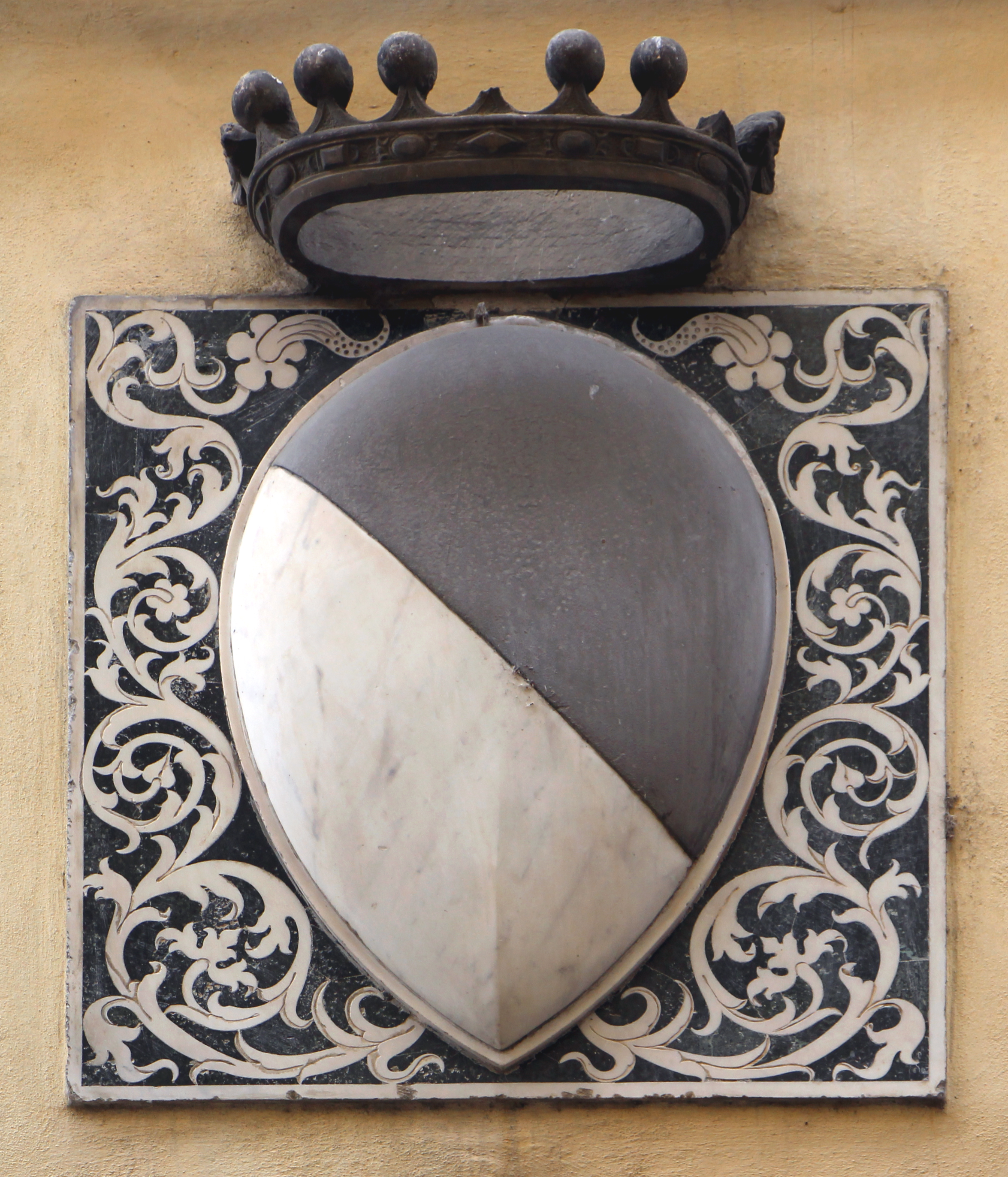
Stemma Capponi

Erano lungo tutto questo lato della strada alcune case e botteghe di proprietà dei Biliotti che, acquistate ai primi del Cinquecento dai Capponi, furono trasformate e presumibilmente unificate entro il 1519. Attorno al 1550 i nuovi proprietari furono costretti a vendere la parte dell'edificio verso piazza Santo Spirito ai Michelozzi, mentre la restante parte venne poco dopo divisa tra i vari membri della famiglia. 
In particolare Giovan Battista Capponi, proprietario della porzione su via Maggio e segretario del granduca Ferdinando I, promosse lavori di abbellimento (comprensivi della realizzazione di una panca di via) che fecero del fronte su via Maggio il principale, con relativo portone di accesso, come si conveniva allo status sociale del proprietario. 
A Ferrante Capponi si deve nel 1651 la riunificazione del palazzo (compresa la porzione a suo tempo acquistata dai Michelozzi), con la creazione del fronte principale su via de' Michelozzi, contrassegnato dall'arme della famiglia. Tuttavia nel Settecento, diventata residenza principale della famiglia il palazzo di via de' Bardi, l'immobile venne suddiviso in sei appartamenti e affittato. 
Nel 1865 l'intera proprietà fu acquisita dal Pio Istituto de' Bardi, fondato nel 1829 dal conte Girolamo Bardi di Vernio con l'obiettivo di fornire gratuitamente agli artigiani del quartiere istruzione e adeguata formazione tecnica. Limitati interventi alla struttura consentirono di sistemare al piano terreno aule, laboratori, biblioteca e collezioni, mentre i piani superiori furono affittati per assicurare una rendita all'istituto. 
Gravemente danneggiata la fabbrica dall'alluvione del 1966, il Pio Istituto de' Bardi cessò l'attività educativa limitandosi all'amministrazione del patrimonio. Nel 1999, al tempo delle ricerche di Francesca Carrara, era "allo studio un progetto di ristrutturazione dell'intero palazzo per crearvi al piano interrato, piano terra e primo piano una struttura polivalente allo scopo di valorizzare l'artigianato del quartiere". Accantonata tale ipotesi, l'immobile è stato concesso dal Pio Istituto de' Bardi alla James Madison University che, dopo importanti lavori di adeguamento, ne ha fatto la propria sede fiorentina inaugurando gli ambienti restaurati nel 2007.

## Descrizione

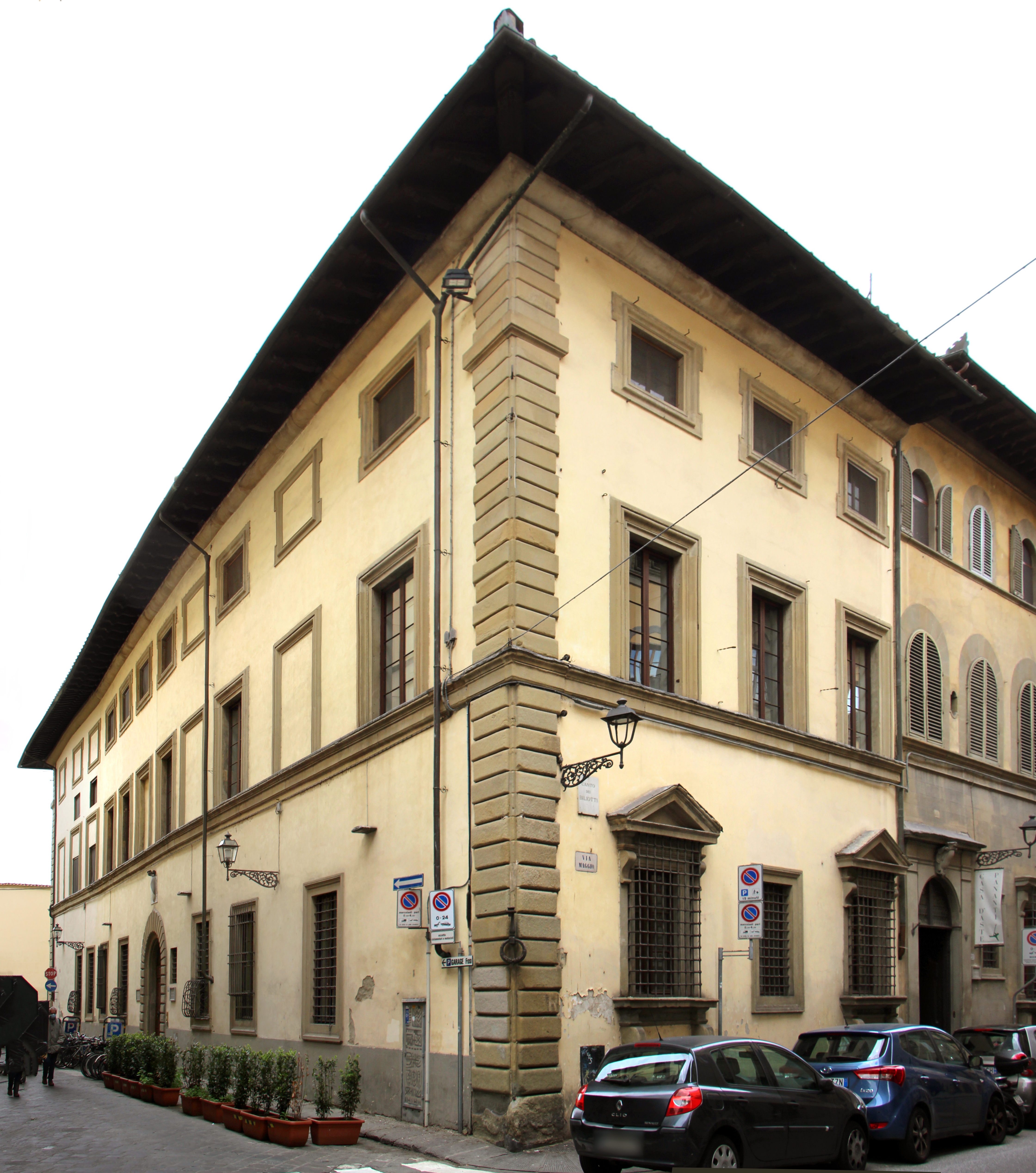
Il lato su via Maggio

È possibile apprezzare sul fronte di via Maggio il frutto del cantiere databile alla seconda metà del Cinquecento (con le finestre inginocchiate al piano terreno) sul quale si è operata nel Settecento una soprelevazione. 
Per quanto concerne il lungo prospetto su via de' Michelozzi, questo è frutto invece di successivi rimaneggiamenti, come del resto testimoniano il disassamento tra le finestre al piano terra e quelle dei piani superiori e la posizione eccentrica del portale. La grande superficie a intonaco si interrompe nelle inquadrature lapidee delle undici finestre ed è tagliata in orizzontale da una sottile cornice marcapiano, su cui sono impostate le aperture del piano nobile. Il lato sulla piazza di Santo Spirito conserva in alto una colonnina e in basso tracce di antico rivestimento lapideo, probabilmente riferibili al periodo precedente all'acquisto dei Capponi, quando al piano terra erano ancora aperte le botteghe artigiane.